# Superliga 2 Femenina de Voleibol de España
La Superliga 2 Femenina de Voleibol es el segundo nivel de competición liguera femenina del voleibol en España, promovida por la Real Federación Española de Voleibol (RFEVB). Es la sucesora de la Liga FEV desde la temporada 2007-08, en la que se creó con diez equipos: Los tres descendidos de Superliga, el perdedor de la Fase de Promoción para ascenso a Superliga y el resto de los clasificados en las cuatro primeras posiciones de los dos grupos de la Liga FEV. Las renuncias permiten el ascenso de algún otro equipo.

## Palmarés
| Edición     | Año     | 1º                                                   | 2º                                               | 3º                                          |
| ----------- | ------- | ---------------------------------------------------- | ------------------------------------------------ | ------------------------------------------- |
| Superliga 2 |         |                                                      |                                                  |                                             |
| 1.ª         | 2007-08 | Haro Rioja Vóley (Haro)                              | Cantabria Infinita (Torrelavega)                 | Cajasur Córdoba (Córdoba)                   |
| 2.ª         | 2008-09 | Ribeira Sacra (Monforte de Lemos)                    | Playa de Finestrat (Finestrat)                   | Cantabria Infinita (Torrelavega)            |
| 3.ª         | 2009-10 | Cantabria Infinita (Torrelavega)                     | Promociones Díez Rical Miranda (Miranda de Ebro) | Nuchar Tramek Murillo (Murillo de Río Leza) |
| 4.ª         | 2010-11 | Nuchar Eurochamp Murillo (Murillo de Río Leza)       | Vóley Murcia (Murcia)                            | CV Vall d'Hebron (El Valle de Hebrón)       |
| 5.ª         | 2011-12 | GH Ecay Leadernet (Pamplona)                         | CVB Barça (Barcelona)                            | Feel Volley Alcobendas (Alcobendas)         |
| 6.ª         | 2012-13 | CV Vall d'Hebron (El Valle de Hebrón)                | Feel Volley Alcobendas (Alcobendas)              | Extremadura Arroyo (Arroyo de la Luz)       |
| 7.ª         | 2013-14 | Emevé Élide (Lugo)                                   | CV Torrelavega (Torrelavega)                     | RGC Covadonga (Gijón)                       |
| 8.ª         | 2014-15 | Fígaro Peluqueros Haris (San Cristóbal de La Laguna) | V.P. Madrid (Madrid)                             | C.V. Sant Cugat (San Cugat del Vallés)      |
| 9.ª         | 2015-16 | Motorsan Guadalajara Voley (Guadalajara)             | C.V. Sant Cugat (San Cugat del Vallés)           | Cuesta Piedra Santa Cruz (Tenerife)         |
| 10.ª        | 2016-17 | Arona Tenerife Sur (Tenerife)                        | JS Hotels Cide (Palma de Mallorca)               | RGC Covadonga (Gijón)                       |
| 11.ª        | 2017-18 | C.V. Elche Viziusport (Elche)                        | Emevé (Lugo)                                     | Madrid Chamberí (Madrid)                    |
| 12.ª        | 2018-19 | C.V. Kiele Socuéllamos (Socuéllamos)                 | Extremadura Arroyo (Arroyo de la Luz)            | A.D. Algar Surmenor (Cartagena)             |
| 13.ª        | 2019-20 | Cancelado por pandemia COVID                         | Cancelado por pandemia COVID                     | Cancelado por pandemia COVID                |
| 14.ª        | 2020-21 | CVB Barça (Barcelona)                                | V.P. Madrid (Madrid)                             | C.V. Esplugues (Barcelona)                  |
| 15.ª        | 2021-22 | Heidelberg Volkswagen (Gran Canaria)                 | Madrid Chamberí (Madrid)                         |                                             |
| 16.ª        | 2022-23 | En juego                                             |                                                  |                                             |

### Palmarés por clubes
| Club                   | Títulos | Subcamp. | Año     |
| ---------------------- | ------- | -------- | ------- |
| C.V. Torrelavega       | 1       | 2        | 2010-11 |
| CVB Barça (Barcelona)  | 1       | 1        | 2020-21 |
| Haro Rioja Vóley       | 1       | 0        | 2007-08 |
| A.D. A Pinguela        | 1       | 0        | 2008-09 |
| C.V. Logroño           | 1       | 0        | 2011-12 |
| C.V. Vall d'Hebron     | 1       | 0        | 2012-13 |
| Emevé Élide (Lugo)     | 1       | 0        | 2013-14 |
| C.V. Haris             | 1       | 0        | 2014-15 |
| Guadalajara Voley      | 1       | 0        | 2015-16 |
| Arona Tenerife Sur     | 1       | 0        | 2016-17 |
| C.V. Elche             | 1       | 0        | 2017-18 |
| C.V. Kiele Socuéllamos | 1       | 0        | 2018-19 |
| Heidelberg Volkswagen  | 1       | 0        | 2021-22 |

### Equipos más laureados
| Club                           | Localidad                  | Región               | 1.º | 2.º | 3.º | 20 16 | 20 15 | 20 14 | 20 13 | 20 12 | 20 11 | 20 10 | 20 09 | 20 08 |
| ------------------------------ | -------------------------- | -------------------- | --- | --- | --- | ----- | ----- | ----- | ----- | ----- | ----- | ----- | ----- | ----- |
| CV Torrelavega                 | Torrelavega                | Cantabria            | 1   | 2   | 1   |       |       | 2     |       |       |       | 1     | 3     | 2     |
| Nuchar Eurochamp Murillo       | Murillo de Río Leza        | La Rioja             | 1   | 0   | 1   |       |       |       |       |       | 1     | 3     |       |       |
| CV Vall d'Hebron               | Barcelona                  | Cataluña             | 1   | 0   | 1   |       |       |       | 1     |       | 3     |       |       |       |
| Haro Rioja Vóley               | Haro                       | La Rioja             | 1   | 0   | 0   |       |       |       |       |       |       |       |       | 1     |
| Ribeira Sacra                  | Monforte de Lemos          | Galicia              | 1   | 0   | 0   |       |       |       |       |       |       |       | 1     |       |
| GH Ecay Leadernet              | Pamplona                   | Navarra              | 1   | 0   | 0   |       |       |       |       | 1     |       |       |       |       |
| Emevé Élide                    | Lugo                       | Galicia              | 1   | 0   | 0   |       |       | 1     |       |       |       |       |       |       |
| Fígaro Peluqueros Haris        | San Cristóbal de La Laguna | Canarias             | 1   | 0   | 0   |       | 1     |       |       |       |       |       |       |       |
| Motorsan Guadalajara Voley     | Guadalajara                | Castilla-La Mancha   | 1   | 0   | 0   | 1     |       |       |       |       |       |       |       |       |
| Feel Volley Alcobendas         | Alcobendas                 | Comunidad de Madrid  | 0   | 1   | 1   |       |       |       | 2     | 3     |       |       |       |       |
| C.V. Sant Cugat                | San Cugat del Vallés       | Cataluña             | 0   | 1   | 1   | 2     | 3     |       |       |       |       |       |       |       |
| CVB Barça                      | Barcelona                  | Cataluña             | 0   | 1   | 0   |       |       |       |       | 2     |       |       |       |       |
| Promociones Díez Rical Miranda | Miranda de Ebro            | Castilla y León      | 0   | 1   | 0   |       |       |       |       |       |       | 2     |       |       |
| Playa de Finestrat             | Finestrat                  | Comunidad Valenciana | 0   | 1   | 0   |       |       |       |       |       |       |       | 2     |       |
| Vóley Murcia                   | Murcia                     | Región de Murcia     | 0   | 1   | 0   |       |       |       |       |       | 2     |       |       |       |
| V.P. Madrid                    | Madrid                     | Comunidad de Madrid  | 0   | 1   | 0   |       | 2     |       |       |       |       |       |       |       |
| Cuesta Piedra Santa Cruz       | Tenerife                   | Canarias             | 0   | 0   | 1   | 3     |       |       |       |       |       |       |       |       |
| RGC Covadonga                  | Gijón                      | Asturias             | 0   | 0   | 1   |       |       | 3     |       |       |       |       |       |       |
| Extremadura Arroyo             | Arroyo de la Luz           | Extremadura          | 0   | 0   | 1   |       |       |       | 3     |       |       |       |       |       |
| Cajasur Córdoba                | Córdoba                    | Andalucía            | 0   | 0   | 1   |       |       |       |       |       |       |       |       | 3     |

## Normativa

### Inscripción de equipos
- Se admitirán un número prefijado de equipos según la temporada.
- La cuota de inscripción es variable según la temporada, 3900 € para la 2014-15.
- Deben presentar un aval bancario también variable según la temporada, 6000 € para 2014-15.[2]

### Requisitos y obligaciones que deben cumplir los clubes inscritos
- Cada club debe designar, teniendo en cuenta que una misma persona no podrá desempeñar varios cargos a la vez durante la celebración de los partidos:
  - Delegados de equipo.
  - Delegados de campo (podrá nominarse hasta 3 personas).
  - Un jefe de prensa.
  - Un médico.
  - Un responsable de estadística.
- Cada equipo tendrá durante toda la temporada como mínimo diez licencias federativas.
- Cada equipo solo puede contar con tres jugadoras con autorización federativa no seleccionables (que no puedan jugar en la selección española).

### Sistema de competición
El sistema de puntuación es el siguiente:
Resultado: 3 - 0 o 3 – 1 (equipo vencedor 3 puntos – perdedor 0 puntos), 3 – 2 (equipo vencedor 2 puntos – perdedor 1 punto).
Con este sistema de puntuación en la clasificación, en caso de empate a puntos se valora como primera opción el número de victorias.
Si hay menos de 14 equipos se juega una liga de todos contra todos a doble vuelta. Si hay más entonces se establecen dos grupos.

### Ascensos y descensos
En caso de menos de 14 equipos, finalizada la liga regular, los equipos clasificados en los puestos de 1.º y 2.º  ascenderán directamente a Superliga y los  equipos que ocupen las posiciones 11.º y 12.º en la Liga regular descenderán a la Primera División.
Si hay de 14 a 16 equipos, los cuatro mejores de cada grupo juegan una nueva liguilla y si hay de 17 a 24 serán solo los dos mejores de cada grupo.
Los descensos también se deciden dependiendo del número de equipos participantes.